# 天水郡
天水郡，中国古代的郡。東漢時曾一度改名漢陽郡。

## 建置沿革

### 漢代天水郡

#### 漢代
漢武帝元鼎三年（前114年），置天水郡，治所在平襄縣，屬涼州刺史部。西漢後期，天水郡領十二縣、四道：
| 县、道名 | 治所今在   | 简介                               | 备注 |
| -------- | ---------- | ---------------------------------- | ---- |
| 平襄縣   | 通渭縣西   | 莽曰平相。                         |      |
| 街泉縣   | 莊浪縣東南 |                                    |      |
| 戎邑道   | 清水縣西北 | 莽曰填戎亭。                       |      |
| 望垣縣   | 秦州區西北 | 莽曰望亭。                         |      |
| 罕幵縣   | 麥積區東南 |                                    |      |
| 綿諸道   | 天水市北   |                                    |      |
| 阿陽縣   | 靜寧縣西南 |                                    |      |
| 略陽道   | 秦安縣東北 |                                    |      |
| 冀縣     | 甘谷縣東南 | 禹貢朱圄山在縣南梧中聚。莽曰冀治。 |      |
| 勇士縣   | 榆中縣北   | 屬國都尉治滿福。莽曰紀德。         |      |
| 成紀縣   | 靜寧縣西南 |                                    |      |
| 清水縣   | 清水縣西北 | 莽曰識睦。                         |      |
| 奉捷縣   | 不詳       |                                    |      |
| 隴縣     | 清水縣北   |                                    |      |
| 豲道     | 隴西縣東南 | 騎都尉治密艾亭。                   |      |
| 蘭干縣   | 不詳       | 莽曰蘭盾。                         |      |

新莽時，改天水郡為填戎郡。東漢初復為天水郡。
東漢初領冀、望恒（漢書作望垣）、阿陽、略陽（《漢書》作略陽道）、勇士、成紀、隴、蘭干、平襄、豲道、街泉、清水、奉捷、罕幵、戎邑道、緜諸道16縣。漢光武帝建武八年（32年），析成紀縣置顯親侯國，後國除為縣。東漢時，天水郡移治冀縣，街泉縣併入略陽縣，省戎邑、罕幵、綿諸、清水、奉捷五縣（道），隴西郡之上邽、西二縣改屬天水郡。漢明帝永平十七年（74年），改天水郡為漢陽郡。永初五年（111年）左右，隴西郡上邽、西2縣來隸。漢靈帝中平五年（188年），分漢陽郡之豲道縣置南安郡。漢獻帝初平四年（193年），分漢陽郡之上邽縣置永陽郡。建安十九年（214年）南安郡、永陽郡廢，所屬豲道、新興、中陶、上邽、清水、罕幵、緜諸道7縣來隸。
東漢末，領冀、望恒、阿陽、略陽、勇士、成紀、隴、蘭干、平襄、顯親、西、豲道、新興、中陶、上邽、清水、罕幵、緜諸道18縣。

#### 魏晉北朝
魏初，復改漢陽郡為天水郡。晉武帝泰始五年（269年），置秦州，天水郡改屬秦州。太康三年（282年），秦州并入雍州。太康七年（286年），復立秦州。太康中，天水郡領六縣：上邽、冀、始昌、新陽、顯新、成紀。
北魏初，改上邽縣為上封縣。北魏太武帝太平真君七年（446年），分天水郡置漢陽郡。隋文帝开皇三年（583年），廢天水郡，其地屬秦州。

### 隋代天水郡
隋煬帝大業三年（607年），改秦州为天水郡。天水郡領六縣：上邽、冀城、清水、秦嶺、隴城、成紀。
唐高祖武德二年（619年），平薛舉，改天水郡為秦州。唐玄宗天寶元年（742年），改秦州為天水郡，治所由成紀縣之敬親川遷移到上邽縣。天水郡領五縣：上邽、成紀、伏羌、隴城、清水。唐肃宗乾元元年（758年），復改天水郡為秦州。

## 人口
- 漢平帝元始二年（2年），天水郡有60370戶，261348口。[2]
- 漢桓帝永壽二年（156年），天水郡有27423戶，130138口。[7]
- 晉武帝太康三年（282年），天水郡有8500戶。[8]
- 隋煬帝大業五年（609年），天水郡有52130戶。[10]
- 唐玄宗天寶十三載（754年），天水郡有24827戶，109700口。[11]

## 行政長官

### 天水太守（前114年—9年）
- 陳立，蜀郡臨邛人，漢成帝時在任。[12]
- 樓護，字君卿，齊人，漢成帝時在任。[13]

### 填戎大尹（9年—23年）
- 原涉，字巨先，右扶風茂陵人，新莽始建國地皇中在任。[13]

### 天水太守（23年—74年）
- 周業，汝南安成人，漢光武帝建武初在任。[14]
- 馬成，字君遷，南陽棘陽人，漢光武帝建武八年（32年）在任。[15]
- 溤異，字公孫，潁川父城人，漢光武帝建武九年（33年）行天水太守事。[16]
- 樊曄，字仲華，南陽新野人，漢光武帝建武中在任，視事十四年，卒官。[17]

### 漢陽太守（74年—220年代）
- 鄭據，漢章帝建初八年（83年）在任。[18]
- 朱敞，漢和帝時在任。[19]
- 馬棱，字伯威，扶風茂陵人，漢和帝永元二年（90年）到四年（92年）在任。[20]
- 史充，漢和帝永元九年（97年）離任。[21]
- 張惇，敦煌淵泉人，東漢中期在任。[22]
- 耿沖，扶風茂陵人，東漢中期在任。[23]
- 蓋進，敦煌廣至人，東漢中期在任。[24]
- 趙博，漢安帝永初五年（111年）在任。[25]
- 龐參，字仲達，河南緱氏人，漢安帝元初元年（114年）離任。[26]
- 耿種，延光元年（122年）在任。[27]
- 傅眾，漢安帝延光四年（125年）卒官。[28]
- 王奐，字子昌，河內武德人，漢順帝時在任。[29]
- 張貢，漢順帝漢安二年（143年）在任。[30]
- 种暠，字景伯，河南洛陽人，漢桓帝時在任。[31]
- 橋玄，字公祖，梁國睢陽人，漢桓帝時在任。[32]
- 劉濟，漢桓帝延熹二年（159年）在任。[33]
- 趙熹，漢桓帝時在任。[34]
- 傅燮，字南容，北地靈州人，漢靈帝中平四年（187年）戰歿。[35]
- 蓋勳，字元固，敦煌廣至人，漢靈帝中平中領。[36]
- 金旋，字元機，京兆人，漢獻帝建安中在任。[37]
- 嚴幹，字公仲，馮翊東縣人，漢獻帝建安十六年（211年）出任。[38]
- 法邈，右扶風郿人，蜀漢時遙領。[39]

### 天水太守（220年代—557年）
- 馬遵，魏明帝太和二年（228年）在任。[40]
- 魯芝，字世英，扶風郿人，魏明帝時在任。[41]
- 王頎，魏元帝景元四年（263年）在任。[42]
- 封尚，晉惠帝太安二年（303年）被殺。[43]
- 李弇，字季子，隴西成紀人，前涼張駿時在任。[44]
- 王松忩，後秦文桓帝弘始中在任。[45]
- 趙溫，字思恭，天水人，後秦姚泓永和二年（417年）逃往仇池。[46]
- 王智，琅邪臨沂人，晉安帝義熙十三年（417年）到十四年（418年）在任。[47]
- 酈嵩，范陽涿鹿人，北魏初在任。[48]
- 常文通，河內人，北魏中期在任。[49]
- 楊小眼，氐人，北魏孝文帝時在任。[50]
- 裴秀業，河東聞喜人，北魏後期在任。[51]
- 李靜，遼東襄平人，北魏後期在任。[52]
- 楊真，弘農人，北魏後期在任。[53]
- 梁臺，字洛都，長池人，北魏孝武帝永熙中在任。[54]
- 常善，高陽人，北魏孝武帝永熙三年（534年）出任。[54]

### 天水郡守（557年—583年）
- 劉靜，中山人，北周時在任。[55]

### 天水郡太守（607年—619年）
- 乞伏慧，字令和，馬邑鮮卑人，隋煬帝大業五年（609年）免官。[56]
- 丘和，河南洛陽人，隋煬帝大業中在任。[57]

### 天水郡太守（742年—758年）
- 郭英乂，唐肅宗至德元載（756年）七月出任。[58]